# الطيبة (إربد)
الطيبة إحدى قرى محافظة إربد تتبع إداريا للواء الطيبة. يقدر عدد سكانها بـ 24834 نسمة وفقا لإحصاء عام 2020. 